# Mocydiopsis
Mocydiopsis är ett släkte av insekter som beskrevs av Ribaut 1939. Mocydiopsis ingår i familjen dvärgstritar.
Kladogram enligt Catalogue of Life och Dyntaxa:
| Mocydiopsis | \| \| Mocydiopsis attenuata \| \| \| \| \| \| Mocydiopsis attenuatus \| \| \| \| \| \| Mocydiopsis intermedia \| \| \| \| \| \| Mocydiopsis longicauda \| \| \| \| \| \| Mocydiopsis monticola \| \| \| \| \| \| Mocydiopsis oranensis \| \| \| \| \| \| Mocydiopsis parvicauda \| \| \| \| |
|             | \| \| Mocydiopsis attenuata \| \| \| \| \| \| Mocydiopsis attenuatus \| \| \| \| \| \| Mocydiopsis intermedia \| \| \| \| \| \| Mocydiopsis longicauda \| \| \| \| \| \| Mocydiopsis monticola \| \| \| \| \| \| Mocydiopsis oranensis \| \| \| \| \| \| Mocydiopsis parvicauda \| \| \| \| |
|             | Mocydiopsis attenuata |
|             | |
|             | Mocydiopsis attenuatus |
|             | |
|             | Mocydiopsis intermedia |
|             | |
|             | Mocydiopsis longicauda |
|             | |
|             | Mocydiopsis monticola |
|             | |
|             | Mocydiopsis oranensis |
|             | |
|             | Mocydiopsis parvicauda |
|             | |